# Deyiş
 (mars 2023).
Si vous disposez d'ouvrages ou d'articles de référence ou si vous connaissez des sites web de qualité traitant du thème abordé ici, merci de compléter l'article en donnant les références utiles à sa vérifiabilité et en les liant à la section « Notes et références ».
Le deyiş (ou deyish) est un poème à caractère religieux et spirituel chanté avec le baĝlama dans le rituel religieux alévi cem, mais aussi dans les cérémonies religieuses.  C'est un mot turc signifiant « le dit » et se prononçant « déyiche ».
Un deyiş se compose généralement de trois ou au plus quatre quatrains ; le dernier quatrain contient le nom du poète qui l'a composé.  Les thèmes des deyishs sont la recherche de la vérité, la séparation avec l'ami (Dieu, Ali ou le maître par exemple), etc.